# الضريح التراقي في سفيشتاري
الضريح التراقي في سفيشتاري (بالبلغارية: Свещарска гробница)‏ يَقع على بُعد 2.5 كم إلى الجنوب الغربي من قرية سفيشتاري بمقاطعة رازغراد، والذي يقع على بعد 42 كم من شمال شرق رازغراد، في شمال شرق بلغاريا.

## معلومات عامة
اكتُشف هذا الضريح التراقي الذي يرجع إلى القرن الثالث قبل الميلاد في عام 1982 بالقرب من بلدة سفيشتاري، وهو يعكس المبادئ الأساسية لتشييد النصب الدينية التراقية. يتميّز هذا الضريح بتصميم هندسي فريد في نوعه يظهر من خلال مجموعة الأعمدة المتعددة الألوان التي تتخذ شكل امرأة في نصفها الأعلى وشكل نبتة في نصفها الأسفل وكذلك من خلال رسومه الجدارية. ولعلّ التماثيل النسائية العشرة المنحوتة بشكل ناتئ على جدران الغرفة الوسطى والرسم التخطيطي على فتحة القبة هي الزخرفات الوحيدة من هذا القبيل التي تم اكتشافها على الأراضي التراقية حتى يومنا هذا. ويعطي هذا الموقع شهادة واضحة على ثقافة الشعب الدجيتي، وهو شعب تراقي عاش العالمين الهليني والشمالي، بحسب تصنيفات علم الجغرافيا القديمة.

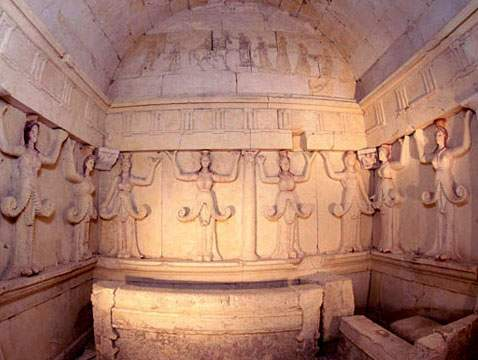
داخل الضريح

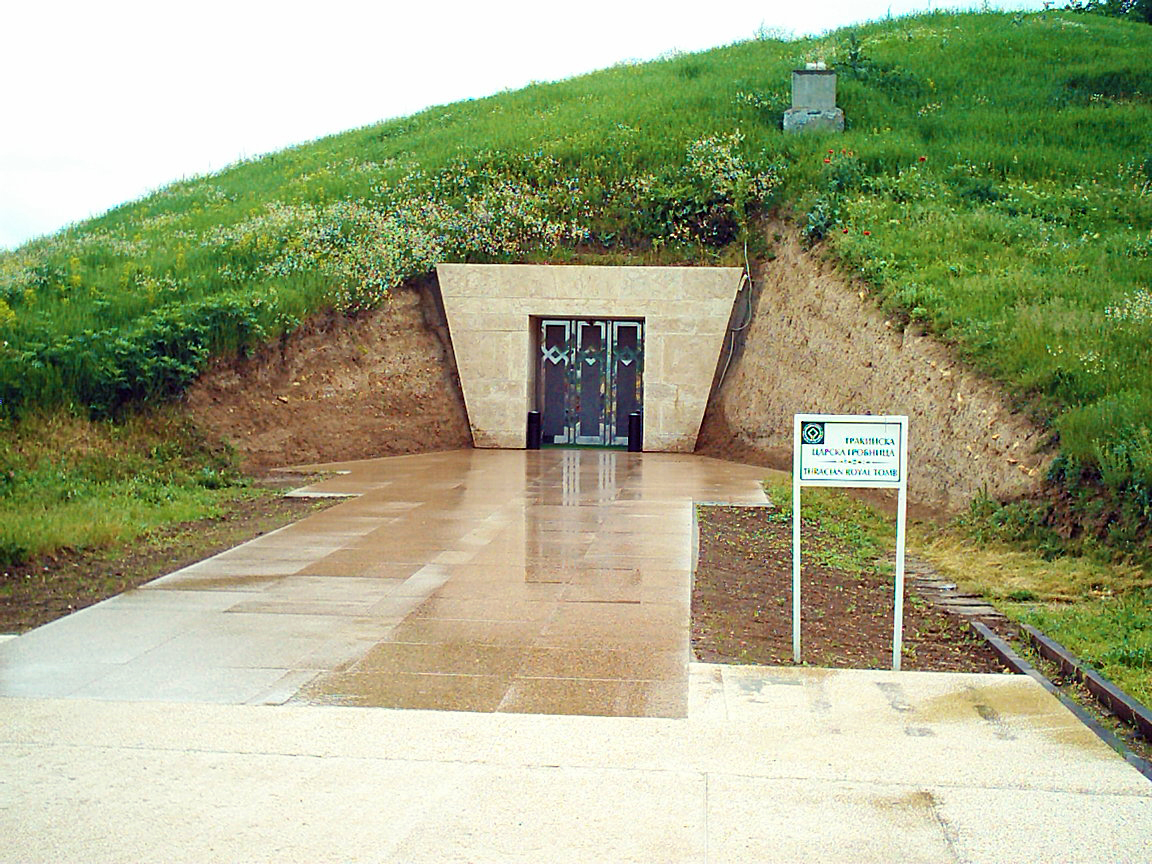
واجهة الضريح